# So Close to What
Albums de Tate McRae
Think Later
(2023)
Singles
1. It's OK I'm OK
Sortie : 12 septembre 2024
2. 2 Hands
Sortie : 14 novembre 2024
3. Sports Car
Sortie : 24 janvier 2025
4. Revolving Door
Sortie : 21 février 2025

So Close to What est le troisième album studio de la chanteuse canadienne Tate McRae, sorti le 21 février 2025.

## Liste des pistes
| Pistes de l'édition standard de So Close to What | Pistes de l'édition standard de So Close to What | Pistes de l'édition standard de So Close to What                         | Pistes de l'édition standard de So Close to What | Pistes de l'édition standard de So Close to What | Pistes de l'édition standard de So Close to What | Pistes de l'édition standard de So Close to What | Pistes de l'édition standard de So Close to What | Pistes de l'édition standard de So Close to What | Pistes de l'édition standard de So Close to What |
| No                                               | Titre                                            | Auteur                                                                   | Producteur(s)                                    | Durée                                            |                                                  |                                                  |                                                  |                                                  |                                                  |
| ------------------------------------------------ | ------------------------------------------------ | ------------------------------------------------------------------------ | ------------------------------------------------ | ------------------------------------------------ | ------------------------------------------------ | ------------------------------------------------ | ------------------------------------------------ | ------------------------------------------------ | ------------------------------------------------ |
| 1.                                               | Miss Possessive                                  | - Tate McRae - Amy Allen - Ryan Tedder - Blake Slatkin                   | - Tedder - Slatkin                               | 2:19                                             |                                                  |                                                  |                                                  |                                                  |                                                  |
| 2.                                               | 2 Hands                                          | - McRae - Allen - Tedder - Peter Rycroft                                 | - Tedder - Lostboy                               | 3:02                                             |                                                  |                                                  |                                                  |                                                  |                                                  |
| 3.                                               | Revolving Door                                   | - McRae - Julia Michaels - Tedder - Grant Boutin                         | - Tedder - Boutin                                | 3:00                                             |                                                  |                                                  |                                                  |                                                  |                                                  |
| 4.                                               | Bloodonmyhands (featuring Flo Milli)             | - McRae - Tamia Carter - Tedder - Boutin                                 | Boutin                                           | 2:42                                             |                                                  |                                                  |                                                  |                                                  |                                                  |
| 5.                                               | Dear God                                         | - McRae - Michaels - Tedder - Boutin                                     | - Tedder - Boutin                                | 2:51                                             |                                                  |                                                  |                                                  |                                                  |                                                  |
| 6.                                               | Purple Lace Bra                                  | - McRae - Allen - Emile Haynie                                           | Haynie                                           | 3:11                                             |                                                  |                                                  |                                                  |                                                  |                                                  |
| 7.                                               | Sports Car                                       | - McRae - Michaels - Tedder - Boutin                                     | - Tedder - Boutin                                | 2:45                                             |                                                  |                                                  |                                                  |                                                  |                                                  |
| 8.                                               | Signs                                            | - McRae - Allen - Rycroft                                                | Lostboy                                          | 2:53                                             |                                                  |                                                  |                                                  |                                                  |                                                  |
| 9.                                               | I Know Love (featuring the Kid Laroi)            | - McRae - Charlton Howard - Michaels - Billy Walsh - Tedder - Tyler Spry | - Tedder - Spry - Dopamine                       | 2:36                                             |                                                  |                                                  |                                                  |                                                  |                                                  |
| 10.                                              | Like I Do                                        | - McRae - Boutin                                                         | Boutin                                           | 3:02                                             |                                                  |                                                  |                                                  |                                                  |                                                  |
| 11.                                              | It's OK I'm OK                                   | - McRae - Savan Kotecha - Ilya Salmanzadeh - Tedder                      | - Ilya Salmanzadeh - Tedder                      | 2:36                                             |                                                  |                                                  |                                                  |                                                  |                                                  |
| 12.                                              | No I'm Not in Love                               | - McRae - Allen - Tedder - Rycroft                                       | - Tedder - Lostboy                               | 2:50                                             |                                                  |                                                  |                                                  |                                                  |                                                  |
| 13.                                              | Means I Care                                     | - McRae - Allen - Tedder - Rob Bisel - Steven Marsden                    | - Tedder - Bisel                                 | 2:55                                             |                                                  |                                                  |                                                  |                                                  |                                                  |
| 14.                                              | Greenlight                                       | - McRae - Boutin                                                         | Boutin                                           | 2:45                                             |                                                  |                                                  |                                                  |                                                  |                                                  |
| 15.                                              | Nostalgia                                        | - McRae - Allen - Boutin                                                 | Boutin                                           | 3:03                                             |                                                  |                                                  |                                                  |                                                  |                                                  |
| 42:34                                            |                                                  |                                                                          |                                                  |                                                  |                                                  |                                                  |                                                  |                                                  |                                                  |

## Classements hebdomadaires
| Classement (2025)                  | Meilleure place |
| ---------------------------------- | --------------- |
| Allemagne (Media Control AG)       | 2               |
| Australie (ARIA)                   | 1               |
| Autriche (Ö3 Austria Top 40)       | 1               |
| Belgique (Flandre Ultratop)        | 1               |
| Belgique (Wallonie Ultratop)       | 2               |
| Danemark (Tracklisten)             | 2               |
| Canada (Canadian Albums Chart)     | 1               |
| Écosse (OCC)                       | 2               |
| Espagne (Promusicae)               | 3               |
| États-Unis (Billboard 200)         | 1               |
| Finlande (Suomen virallinen lista) | 5               |
| France (SNEP)                      | 4               |
| Irlande (Irish Albums Chart)       | 1               |
| Italie (FIMI)                      | 24              |
| Norvège (VG-lista)                 | 1               |
| Nouvelle-Zélande (RIANZ)           | 1               |
| Pays-Bas (Mega Album Top 100)      | 1               |
| Royaume-Uni (UK Albums Chart)      | 2               |
| Suède (Sverigetopplistan)          | 2               |
| Suisse (Schweizer Hitparade)       | 1               |

## Certifications
| Pays              | Certification | Unités  |
| ----------------- | ------------- | ------- |
| États-Unis (RIAA) | Or            | 500 000 |
| Royaume-Uni (BPI) | Argent        | 60 000  |